# Hylopetes lepidus
Hylopetes lepidus  — вид гризунів родини вивіркових (Sciuridae).

## Поширення
Зустрічається в Малайзії, у В'єтнамі, Таїланді та  Індонезії (на Яві і в північній частині Борнео).
Мешкає в лісових масивах, але спосіб життя погано вивчений. Активна в темний час доби.

## Опис
Довжина тіла від 11,7 до 13,5 см, хвоста від 11,8 до 12 см. Хвіст тонкий біля основи розширюється до середини і знову звужується до кінця. На щоках характерні сірі плями. Забарвлення спини від чорнуватого до темно сірувато-коричневого кольору з рудими смугами вздовж спини. Черевна частина тіла білого кольору з сірим підшерстям. З боків тіла — біла лінія. Хвіст від коричнево-сірого до чорного. В основі хвоста — дві плями жовто-оранжевого кольору.

## Спосіб життя
Харчується бруньками рослин, фруктами, горіхами і комахами. Основну частину життя проводить на деревах. Гніздиться на пальмах.

## Збереження
Про цей вид недостатньо даних в зв'язку з проблемами в його класифікації та систематизації.
Чисельність виду не встановлена. Потрібні подальші дослідження поширення, стану, екологічний вимог і загроз цьому виду.